# Anna Matuszewska
Anna Matuszewska, z domu Krzywicka (ur. 13 października 1978 w Lubinie) – polska koszykarka, występująca na pozycjach rozgrywającej lub rzucającej.

## Życiorys
Anna Krzywicka pierwsze koszykarskie kroki stawiała w zespole Orzeł Polkowice (obecnie CCC Polkowice).
Karierę seniorską rozpoczęła w wieku 15 lat reprezentując Tęczę Leszno w drugiej lidze koszykówki kobiet w sezonie 1993/1994. Następnie grała w Huraganie Wołomin.
Do ekstraklasy kobiet trafiła w wieku 17 lat grając wówczas w zespole STK Starachowice. W tamtym sezonie jednak drużyna spadła do I ligi, aby już w następnym zawodniczki uzyskały z powrotem awans do ekstraklasy.
Najdłużej Anna Krzywicka reprezentowała zespół Tęcza Leszno. Z nim uzyskała awans do I ligi, a następnie do ekstraklasy kobiet. W ostatnich latach była kapitanem drużyny.
Po zakończeniu kariery zawodniczej Anna Krzywicka przygodę z koszykówką kontynuowała jako trener zespołów młodzieżowych w WSTK Wschowa- Sława (2008-2011).

## Osiągnięcia
- 1978-2000 brązowy medal w XX Mistrzostwach Szkół Wyższych z zespołem AZS Wrocław
- 1998-2000 złoty medal w XX Mistrzostwach Szkół Wyższych Ekonomicznych i Politechnicznych z reprezentacją Akademii Ekonomicznej we Wrocławiu (obecnie Uniwersytet Ekonomiczny we Wrocławiu). Uzyskany tytuł MVP Mistrzostw.
- 2000-2002 srebrny medal w XXI Mistrzostwach Szkół Wyższych
- 2007/2008 czwarte miejsce w Mistrzostwach Polski w Koszykówce Kobiet FORD Germaz Ekstraklasa